# دهستان نیسی
دهستان نیسی (به لاتین: Nissi Parish) یک دهستان در استونی است که در شهرستان هاریو واقع شده‌است.

## خصوصیات
دهستان نیسی ۲۶۴٫۹ کیلومترمربع مساحت و ۳٬۲۸۱ نفر جمعیت دارد.

## خواهرخوانده
شهر Strömstad Municipality خواهرخواندهٔ دهستان نیسی هست.